# Gobiodon reticulatus
Gobiodon reticulatus és una espècie de peix de la família dels gòbids i de l'ordre dels perciformes.

## Morfologia
Els mascles poden assolir els 2,1 cm de longitud total.

## Distribució geogràfica
Es troba des del Mar Roig, Aden i el Iemen fins al Golf Pèrsic.